# 刘振宇 (1959年)
刘振宇（1959年9月—），男，汉族，吉林公主岭人，中华人民共和国政治人物，曾任中华人民共和国司法部副部长、党组成员，第十三届全国政协委员。